# Zeit unendlich
Zeit unendlich (grafisch: Zeit ∞) is een livealbum van Johannes Schmoelling met medewerking van Robert Waters.
Genoemd duo, twee derde van de band Loom, kwam in juni 2018 met album The immortal tourist. Het was een in de lange reeks studioalbums van Schmoellings carrière beginnend na zijn vertrek uit Tangerine Dream in 1985. Al die tijd heeft Schmoelling geen publiek concert gegeven ter promotie van zijn albums. Op 10 november 2018 gaven Schmoelling en Waters een concert in Theater de Enck in Oirschot, mede georganiseerd door Groove Unlimited van Ron Boots. Schmoelling speelde die avond een carrière-overzicht vanaf het begin tot dan. Schmoelling vertelde zelf, dat het eerste stuk dat hij schreef na het verlaten van Tangerine Dream de titel Zeit (album Wuivend riet) meekreeg, geen verwijzing naar het album Zeit van die band, want Schmoelling maakte er toen nog geen deel van uit.  

## Musici
- Johannes Schmoelling, Robert Waters – synthesizers, elektronica

## Muziek
Het album bestaat uit twee compact discs en een dvd.

| Nr. | Titel                | Duur  |
| --- | -------------------- | ----- |
| 1.  | Zeit                 | 10:24 |
| 2.  | Going west           | 6:14  |
| 3.  | Streethawk           | 4:30  |
| 4.  | Toespraak            | 2:12  |
| 5.  | The electrified J.S. | 4:37  |
| 6.  | Kneeplay no. 9       | 4:47  |
| 7.  | The anteater         | 2:53  |
| 8.  | Monochrome           | 7:03  |
| 9.  | White eagle          | 8:12  |
| 10. | Stigma               | 6:58  |
| 11. | Splendid isolation   | 9:27  |

| Nr. | Titel                           | Duur  |
| --- | ------------------------------- | ----- |
| 1.  | The crying elephant             | 5:32  |
| 2.  | Matjora is still alive          | 5:15  |
| 3.  | Drop anchor in the present time | 5:12  |
| 4.  | Morning walk                    | 7:33  |
| 5.  | Zero gravity                    | 8:10  |
| 6.  | Time and tide                   | 8:33  |
| 7.  | Tangram, part 1                 | 13:43 |
| 8.  | Amitié                          | 5:50  |
| 9.  | Kalypso                         | 7:18  |

Going west, Streethawk, White eagle en Tangram part 1 dateren uit Schmoellings tijd bij Tangerine Dream. The crying elephant is een nieuw nummer dat Schmoelling speelde tijdens het concert; Kalypso betreft een nieuw nummer, dat nog niet eerder te horen/zien was. The electrified J.S. is geïnspireerd op een pianoconcert van Johann Sebastian Bach.